# Апий Клавдий Пулхер (консул 54 пр.н.е.)
Вижте пояснителната страница за други личности с името Апий Клавдий Пулхер.
Апий Клавдий Пулхер (на латински: Appius Claudius Pulcher; * 97 пр.н.е.; † 48 пр.н.е., Евбея) е политик на късната Римска република.
Апий проиизлиза от разклонението Пулхри на патрицианската фамилия Клавдии и е син на Апий Клавдий Пулхер (консул 79 г. пр.н.е.) и на Цецилия Метела Балеарика Младша. Най-голям брат е на претора Гай Клавдий Пулхер, на народния трибун Публий Клодий Пулхер и на три сестри: Клавдия Прима, Клавдия Секунда, Клавдия Терция (последната е известната Клодия).
Апий Пулхер е от 72 до 70 г. пр.н.е. военен трибун на изток при Луций Лициний Лукул и е изпратен до Армения да преговаря. През 57 г. пр.н.е. е претор, а през 56 г. пр.н.е. – пропретор на Сардиния.
През 54 г. пр.н.е. Апий Пулхер е избран за консул заедно с Луций Домиций Ахенобарб.
През 53 – 51 г. пр.н.е. е проконсул na Киликия. През 50 г. пр.н.е. е избран за цензор. Апий поддържа оптиматите и изключва от сената писателя Салустий, който е поддръжник на Гай Юлий Цезар и популарите. Същата година е обвинен в подкуп от Публий Корнелий Долабела, но е оневинен с помощта на Помпей, Цицерон, Брут и Хортензий.
Помага на Помпей против Цезар, за което е назначен за управител на Ахея. Там строи Пропилеите в Елевсина. Умира на Евбея преди битката при Фарсала през 48 г. пр.н.е.
Апий Пулхер има две дъщери с името Клавдия: Клавдия Пулхра Стара е първата съпруга на Марк Юний Брут, а Клавдия Пулхра Млада се омъжва за Гней Помпей Младши.